# Neolitsea nicobarica
Neolitsea nicobarica är en lagerväxtart som beskrevs av A.K. Goel & T. Chakrabarty. Neolitsea nicobarica ingår i släktet Neolitsea och familjen lagerväxter. Inga underarter finns listade i Catalogue of Life.